# Biuro kryminalne
Biuro kryminalne – polski serial paradokumentalny oraz docu-crime emitowany na antenie TVP2 w latach 2005-2007.
W odróżnieniu od podobnej produkcji W11 - Wydział Śledczy, emitowanej w TVN, w rolę policjantów, ofiar i sprawców przestępstw wcielają się zawodowi aktorzy.

## Aktorzy

### Główne role
- Magdalena Dąbrowska − komisarz Ewa Kalina
- Zbigniew Suszyński − podkomisarz Marek Orlicki
- Michał Mrozek − młodszy aspirant Król
- Marek Kasprzyk − komisarz Malak
- Agnieszka Korzeniowska − Marzena Rawicz - lekarz sądowy

### W pozostałych rolach
- Monika Fronczek − Magdalena Krupska
- Jarosław Góral − Czarek
- Przemysław Kozłowski − Piotr Krośniak
- Jerzy Mularczyk − Rudolf Nauman
- Edwin Petrykat − Ryszard Gutowski
- Mikołaj Roznerski − Grzegorz Frączak
- Grzegorz Stosz − Paweł Zerkowicz
- Robert Wrzosek − Marek Czerwiński
- Aleksander Podolak − Mirosław Czajewski